# Petaurillus
Petaurillus är ett släkte i släktgruppen flygekorrar med tre arter som lever i Malaysia. De är de minsta flygekorrarna över huvud taget.
Arterna är:
- Petaurillus hosei ( Thomas 1900), norra Borneo
- Petaurillus emiliae (Thomas 1908), norra Borneo
- Petaurillus kinlochii ( Robinson & Kloss 1911), Malackahalvön

Petaurillus emiliae är med en kroppslängd på 7 centimeter och en svanslängd på 6 centimeter den minsta arten i släktet. De andra två är bara obetydlig större. Pälsen på ovansidan är rosabrun eller lite mörkare och på undersidan förekommer vitaktig päls. Dessa flygekorrar har ljusbruna kinder och en vit fläck bakom varje öra. Svansen är allmänt gråaktig med en vit spets. Arterna har spetsiga öron. Alla tre vistas i tropiska regnskogar. Nästan ingenting är känt om deras levnadssätt. En flock av Petaurillus hosei med fyra medlemmar hittades i ett hål i träd.
Arterna hotas av regnskogens omvandling till jordbruksmark. Alla tre listas av IUCN med kunskapsbrist (Data Deficient).